# Nicholas Nickleby
Nicholas Nickleby o La vida y las aventuras de Nicholas Nickleby (The Life and Adventures of Nicholas Nickleby) es una novela dramática de Charles Dickens. Publicada originalmente por entregas mensuales entre abril de 1838 a octubre de 1839, fue la tercera novela del autor. 

## Sinopsis

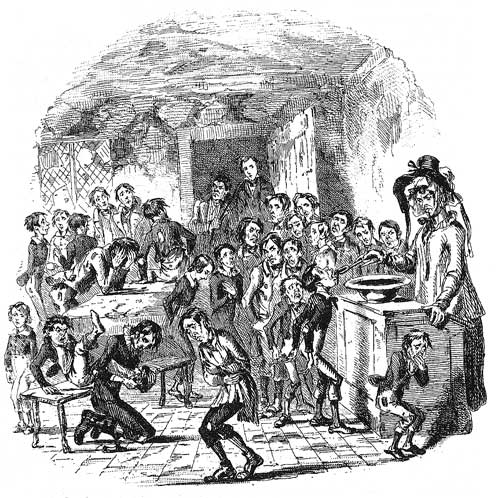
Ilustración de Nicholas Nickleby por Hablot Browne

La novela aborda la vida y las aventuras de Nicholas Nickleby, un joven que queda a cargo de su familia tras fallecer su padre. La familia se apoya en su tío Ralph, quien sin embargo pronto la separa enviando a Nicholas a un internado, con la intención de casar a Kate, su sobrina, con uno de sus socios.

## Trasfondo
Dickens publicó Nicholas Nickleby como una novela por entregas entre 1838 y 1839. Su éxito fue notorio y enseguida se publicó la novela en volúmenes únicos con varias reediciones. Fue, tras Los papeles póstumos del Club Pickwick y Oliver Twist su tercera novela larga.
Nicholas Nickleby es una novela social que incorpora varios temas recurrentes en la obra de Dickens. Entre ellos, la crítica a los parlamentarios o a la desigualdad social y de oportunidades, aunque recalca especialmente en el maltrato y los abusos infantiles que se cometían en los internados.
Dickens señaló en la novela las pésimas condiciones de los internados de Yorkshire. La publicación de Nicholas Nickleby contribuyó a que el gobierno realizara diversas inspecciones posteriores. Su autor, acusado de exageración, se defendió en el prólogo de 1848 explicando que, más bien al contrario, se había contenido a la hora de cargar tintas contra sus personajes.
Ofrece también una descripción minuciosa de los contrastes del Londres de la época o del funcionamiento por entonces del teatro inglés de provincia.

## Estilo y crítica
Nicholas Nickleby ofrece, dentro del estilo de su autor, una especial importancia a los personajes secundarios, que son desencadenantes de las tramas de la novela. Destaca positivamente en el libro la descripción de los personajes, sus diálogos y la capacidad para llevar a los protagonistas de un lado a otro.
Como contrapunto, Dickens usa excesivamente la casualidad en la novela, menoscabando con ello la trama. Puede considerarse, en este sentido, que Nicholas Nickleby no está a la altura de las grandes novelas de su autor, aunque sí mantiene algunas de las virtudes de ellas.

## Adaptaciones a otros medios
Se ha adaptado para teatro, cine o televisión por lo menos siete veces. Quizás la versión más extraordinaria fue creada en 1980, cuando una producción a gran escala de la novela se realizó en el West End por la Royal Shakespeare Company. Fue una representación teatral que duró más de diez horas. La producción recibió los elogios de crítica y público.
Todos los actores desempeñaron múltiples funciones a causa de la enorme cantidad de personajes, a excepción de Roger Rees, que actuó como Nicolás, y David Threlfall que actuó como Smike (debido a la gran cantidad de tiempo que estuvieron en el escenario).
La obra se trasladó a Broadway en 1981.
En 1982 la RSC grabó una miniserie de tres episodios de dos horas y un episodio de tres horas para el Canal 4, donde se convirtió en el primer drama de la cadena. En 1983, se emitió en la televisión estadounidense, donde ganó un premio Emmy a la mejor miniserie.
En diciembre de 2007 hubo una completa reemisión de la versión para TV de la BBC Four, además de una producción de la obra de teatro original realizada para el Chichester Festival Theatre (dirigida por Jonathan Church y Philip Franks, y con  como Nicholas y David Dawson como Smike).
En 2012, la BBC realizó una adaptación de la novela, dirigida por Christopher Barry y protagonizada por Nigel Havers en el papel protagonista, Derek Francis como Squeers Wackford y Patricia Routledge como Madame Mantalini.
En 2001, Stephen Whittaker dirigió una nueva versión para la televisión británica, llamada La vida y aventuras de Nicholas Nickleby.
En 1903 se hizo una versión muda, y otra en 1912. La primera adaptación para el cine sonoro fue realizada en 1947, protagonizada por Cedric Hardwicke como Ralph Nickleby, Sally Ann Howes como Kate, Derek Bond como Nicolás, y Stanley Holloway como CRUMMLES.
En 2002, se publicó otro largometraje de la historia. Fue dirigido por el director estadounidense Douglas McGrath y su elenco de destacados actores incluyó a Charlie Hunnam, Anne Hathaway, Jamie Bell, Alan Cumming, Jim Broadbent, Christopher Plummer, Juliet Stevenson y Barry Humphries.